# Бездомный пёс (фильм, 2007)
«Бездомный пёс» (порт. Cão Sem Dono) — драма режиссёра Бету Бранта, снятая по роману «До того дня, когда умер пёс» («Até o Dia em que o Cão Morreu») бразильского писателя Даниэла Галера. Мировая премьера картины: 27 апреля 2007 года.

## Сюжет
На задворках Порту-Алегри в полупустой холостяцкой квартире живёт безработный писатель Сиру. Молодой человек переживает душевный кризис, вызванный разочарованием в жизни и отсутствием каких-либо планов на будущее. Парень находится в состоянии полного безразличия ко всему окружающему и коротает дни в компании бутылки и подобранного где-то бездомного пса, которому не потрудился даже дать имя.
Серое существование незадачливого писателя прерывается с появлением амбициозной Марселы, приехавшей в столицу с твёрдым намерением стать моделью. В отличие от апатичного Сиру, Марсела переполнена энергией и решимостью достигнуть поставленных целей. Энтузиазм девушки не в силах охладить даже некстати сломанная в результате уличного наезда нога. Будущая звезда подиумов во всю строит планы и предаётся мечтам.
Несмотря на всю свою непохожесть, молодые люди сближаются и начинают жить вместе. Проходит время. Всё, вроде бы, налаживается. Нога Марселы заживает, Сиру потихоньку выходит из аморфного состояния и даже начинает искать работу. Однако жизнь, к которой парень относился с таким пренебрежением, неожиданно наносит ему тяжёлый удар. У Марселы обнаруживают рак, и девушка уезжает, попросив её не разыскивать. Оставшись один, Сиру теряет душевное равновесие и впадает в жесточайшую депрессию.

## В ролях
| Актёр                | Роль      |
| -------------------- | --------- |
| Жулио Андраде        | Сиру      |
| Таина Мюллер         | Марсела   |
| Луис Карлос В.Коэльо | Эломар    |
| Маркос Контрерас     | Ларсио    |
| Жанайна Кремер Мотта | Ана       |
| Роберто Оливейра     | отец Сиру |
| Сандра Поссани       | мать Сиру |

## Съёмочная группа
- Режиссёры: Бету Брант[англ.], Renato Ciasca
- Продюсеры: Бранка Вилар, Gustavo Spolidoro
- Сценаристы: Марсал Акино[порт.], Бету Брант[англ.], Renato Ciasca, Даниэл Галера
- Композиторы: Рика Амабис, Tejo Damasceno
- Оператор: Тока Сеабра
- Монтажёр: Манга Кампион

### Награды
- 2007 — Cuiabá Film and Video Festival[порт.] — лучшая актриса (Таина Мюллер[англ.]).
- 2007 — Recife Cine PE Audiovisual Festival[порт.] — лучший фильм (главный приз, приз кинокритиков), лучшая актриса (Таина Мюллер[англ.])
- 2008 — Festival Elcine (Encuentro Latinoamericano de Cine 2008) — лучший актёр (Роберто Оливейра).
- 2008 — Troféu APCA (Associação Paulista de Críticos de Arte)[порт.] — лучший сценарий (Марсал Акино[порт.],Бету Брант[англ.], Renato Ciasca)